# Bródy Pál
Bródy Pál (Ungvár, 1898. december 13. – Budapest, 1978. május 23.) színházigazgató, rendező, dramaturg.

## Életpályája
Bródy Sándor (1878–1923) nagyiparos és Reichenberger Sarolta (1877–1951) gyermekeként született. Anyai nagyszülei Reichenberger Fülöp és Bródy Cecília voltak. Felsőfokú tanulmányait az Erzsébet Tudományegyetem és Bécsben végezte művészettörténet–német szakon.  Franciául, németül, latinul, ógörög nyelveken beszélt.1922-ben a Vígszínház dramaturgja, 1923–1926 között főrendezője volt. Jób Dániel mellett rendezett.  1929-től a Belvárosi Színház, 1932-től 1939-ig a Magyar Színház, 1937–1939 között az Andrássy úti Színház dramaturgjaként, főrendezőjeként és társigazgatójaként működött. 1939–1942 között a háttérből még irányította volt színházát. 1942-ben visszavonult. Bólyai Pál néven a Nyugatban és más folyóiratokban esszéi, kritikái, cikkei jelentek meg. Amikor a Magyar Színházat államosították, hátat fordított a színházi életnek. Ezután, hogy nyugdíjban részesüljön francia nyelvet és német nyelvet oktatott gyári dolgozók részére. 
1928-ban Budapesten házasságot kötött Paul Elek és Buzas Erzsébet lányával, Gabriellával (1902–1951). Gyermekük: Bródy Sándor 1928-ban született (Alex) volt, aki 1949-ban elhagyta az országot és Franciaországban telepedett le, ott családot alapított. Meghalt .1990-ben. 
Felesége 1951-ben elhalálozott. Ezután házasságot kötött Tomori Irénnel (Trombitás Irén), (1923-2011)  akitől  1954-ben egy leánygyermeke született Bródy Sarolta Nikoletta

## Rendezései
- Anton Pavlovics Csehov: Cseresznyéskert
- Carlo Goldoni: A fogadósné
- Móricz Zsigmond: A vadkan
- Paul Géraldy: Ezüstlakodalom
- George Bernard Shaw: Brassbound kapitány megtérése
- Lengyel Menyhért–Karinthy Frigyes: Földnélküly János
- Szép Ernő: Aranyóra.